# Aeropuerto Internacional Rey Abdulaziz
El KAIA - Aeropuerto Internacional Rey Abdulaziz (en árabe: مطار الملك عبدالعزيز الدولي‎) (IATA: JED, OACI: OEJN) es una instalación aérea ubicada al norte de Yeda, Arabia Saudita. Recibe su nombre del Rey Abdulaziz Al Saud, es el aeropuerto más importante por número de pasajeros de Arabia Saudita y es la tercera instalación aérea más grande del país.
La construcción del aeropuerto comenzó en 1974, y se concluyó en 1980, obra del ingeniero bangladesí Fazlur Rahman Khan para la firma Skidmore, Owings & Merrill. Finalmente, el 31 de mayo de 1981, el aeropuerto fue inaugurado.
Puesto que Yeda se encuentra muy cerca de la ciudad islámica de la Meca/Makkah, el aeropuerto tiene un fin concreto claro: la terminal Hajj fue especialmente construida para atender a los peregrinos extranjeros con destino a La Meca para tomar parte de los rituales asociados al Hajj anual. Muchas aerolíneas de países musulmanesy no musulmanes utilizan la terminal Hajj, proporcionando la capacidad necesaria para atender a los peregrinos que llegan a Arabia Saudita. Fue diseñada por la empresa de arquitectura S.O.M.
La terminal norte del aeropuerto de Yeda es utilizada por todas las aerolíneas extranjeras. La terminal sur estaba destinada para el uso exclusivo de la entonces Saudi Arabian Airlines hasta 2007 cuando las compañías privadas saudíes Nas Air y Sama Airlines obtuvieron el permiso para operar también en ella. El aeropuerto de Jeddah-KAIA sirve de base de operaciones principal de Saudi Arabian Airlines. 
La terminal Hajj del aeropuerto de Yeda tiene 465.000 m², la cuarta terminal más grande del mundo tras el Aeropuerto Internacional de Hong Kong, Bangkok-Suvarnabhumi, y Seúl-Incheon. Ocupa 405.000 m² y es conocida por su tejado en forma de tienda de campaña. La terminal Hajj ofrece a los peregrinos muchas instalaciones incluyendo una mezquita y pudiendo acomodar hasta 80.000 pasajeros al mismo tiempo.

## Estadísticas
Unos diez millones de pasajeros utilizan el aeropuerto de Jeddah-KAIA cada año.
Ver fuente y consulta Wikidata.
| Año           | Pasajeros  | Operaciones |
| ------------- | ---------- | ----------- |
| 1999          | 10.149.000 | 73.747      |
| 2000          | 10.465.000 | 72.702      |
| 2001          | 10.037.000 | 70.232      |
| 2002          | 10.349.000 | 70.932      |
| 2003          | 10.848.000 | 72.384      |
| 2010 ESTIMADO | 15.248.000 | 100.384     |

## Aerolíneas y destinos

### Destinos internacionales
| Ciudades por países                               | Nombre del aeropuerto                                  | Aerolíneas                                                                                     | Aeronaves          | Frecuencias semanales | Terminal   |
| África                                            | África                                                 | África                                                                                         | África             | África                | África     |
| ------------------------------------------------- | ------------------------------------------------------ | ---------------------------------------------------------------------------------------------- | ------------------ | --------------------- | ---------- |
| Argelia (2 destinos, 1 aerolínea)                 |                                                        |                                                                                                |                    |                       |            |
| Argel                                             | Aeropuerto Internacional Houari Boumediene             | Saudia                                                                                         |                    |                       | Sur        |
| Oran                                              | Aeropuerto de Oran Es Senia                            | Saudia (Estacional)                                                                            |                    |                       | Sur        |
| Egipto (5 destinos, 5 aerolíneas)                 |                                                        |                                                                                                |                    |                       |            |
| Alejandría                                        | Aeropuerto de Borg El Arab                             | Air Arabia Egypt Air Cairo EgyptAir Fly Egypt Saudia                                           | A320-214 A32x B737 |                       | Norte, Sur |
| Asiut                                             | Aeropuerto Internacional de Asiut                      | Air Arabia Egypt Air Cairo FlyEgypt                                                            | A320-214 A32x B737 |                       | Norte, Sur |
| El Cairo                                          | Aeropuerto Internacional de El Cairo                   | Air Cairo AlMasria Universal Airlines EgyptAir flyadeal Nile Air Saudia                        | A32x A320x A32x    |                       | Norte, Sur |
| Luxor                                             | Aeropuerto Internacional de Luxor                      | Air Arabia Egypt EgyptAir                                                                      | A320-214           |                       | Norte      |
| Sharm el-Sheij                                    | Aeropuerto Internacional de Sharm el-Sheij             | EgyptAir (Estacional) Saudia                                                                   |                    |                       | Norte, Sur |
| Suhag                                             | Aeropuerto Internacional de Suhag                      | Air Arabia Egypt Air Cairo FlyEgypt                                                            | A320-214 A32x B737 |                       | Norte, Sur |
| Eritrea (1 destino, 1 aerolínea)                  |                                                        |                                                                                                |                    |                       |            |
| Asmara                                            | Aeropuerto Internacional de Asmara                     | Eritrean Airlines                                                                              | B737-300           |                       | Norte      |
| Etiopía (1 destino, 2 aerolíneas)                 |                                                        |                                                                                                |                    |                       |            |
| Adís Abeba                                        | Aeropuerto Internacional Bole                          | Ethiopian Saudia                                                                               |                    |                       | Norte, Sur |
| Kenia (1 destino, 1 aerolínea)                    |                                                        |                                                                                                |                    |                       |            |
| Nairobi                                           | Aeropuerto Internacional Jomo Kenyatta                 | Saudia                                                                                         |                    |                       | Sur        |
| Libia (3 destino, 3 aerolínea)                    |                                                        |                                                                                                |                    |                       |            |
| Bengasi                                           | Aeropuerto Internacional de Benina                     | Berniq Airways                                                                                 |                    |                       | Norte      |
| Misurata                                          | Aeropuerto Internacional de Misurata                   | Afriqiyah Airways                                                                              |                    |                       | Norte      |
| Trípoli                                           | Aeropuerto Internacional Mitiga                        | Libyan Airlines Berniq Airways Afriqiyah Airways                                               |                    |                       | Norte      |
| Marruecos (2 destino, 2 aerolíneas)               |                                                        |                                                                                                |                    |                       |            |
| Casablanca                                        | Aeropuerto Internacional Mohammed V                    | Royal Air Maroc Saudia                                                                         |                    |                       | Norte, Sur |
| Marrakech                                         | Aeropuerto de Marrakech-Menara                         | Saudia                                                                                         |                    |                       | Sur        |
| Nigeria (1 destino, 1 aerolínea)                  |                                                        |                                                                                                |                    |                       |            |
| Kano                                              | Aeropuerto Internacional de Kano                       | Saudia                                                                                         |                    |                       | Sur        |
| Sudáfrica (1 destino, 1 aerolínea)                |                                                        |                                                                                                |                    |                       |            |
| Johannesburgo                                     | Aeropuerto Internacional de Johannesburgo              | Saudia                                                                                         |                    |                       | Sur        |
| Sudán (1 destino, 1 aerolínea)                    |                                                        |                                                                                                |                    |                       |            |
| Jartum                                            | Aeropuerto Internacional de Jartum                     | Badr Airlines (suspendido) flynas (suspendido) Saudia (suspendido) Tarco Aviation (suspendido) | A32x               |                       | Sur        |
| Túnez (1 destino, 1 aerolínea)                    |                                                        |                                                                                                |                    |                       |            |
| Túnez                                             | Aeropuerto Internacional de Túnez-Cartago              | Saudia Tunisair                                                                                |                    |                       | Sur        |
| Norteamérica                                      |                                                        |                                                                                                |                    |                       |            |
| Canadá (1 destinos, 1 aerolínea)                  |                                                        |                                                                                                |                    |                       |            |
| Toronto                                           | Aeropuerto Internacional Toronto Pearson               | Saudia                                                                                         |                    |                       | Sur        |
| Estados Unidos (3 destinos, 1 aerolínea)          |                                                        |                                                                                                |                    |                       |            |
| Los Ángeles                                       | Aeropuerto Internacional de Los Ángeles                | Saudia                                                                                         |                    |                       | Sur        |
| Nueva York                                        | Aeropuerto Internacional John F. Kennedy               | Saudia                                                                                         |                    |                       | Sur        |
| Washington D.C                                    | Aeropuerto Internacional de Washington-Dulles          | Saudia                                                                                         |                    |                       | Sur        |
| Asia                                              |                                                        |                                                                                                |                    |                       |            |
| Afganistán (2 destinos, 1 aerolínes)              |                                                        |                                                                                                |                    |                       |            |
| Kabul                                             | Aeropuerto Internacional Hamid Karzai                  | Kam Air                                                                                        |                    |                       | Norte      |
| Kandahar                                          | Aeropuerto Internacional de Kandahar                   | Kam Air                                                                                        |                    |                       | Norte      |
| Azerbaiyán (1 destino, 2 aerolíneas)              |                                                        |                                                                                                |                    |                       |            |
| Bakú                                              | Aeropuerto Internacional Heydar Aliyev                 | Azerbaijan Airlines Flynas                                                                     |                    |                       | Norte      |
| Bangladés (1 destino, 2 aerolíneas)               |                                                        |                                                                                                |                    |                       |            |
| Chittagong                                        | Aeropuerto Internacional Shah Amanat                   | Biman Bangladesh Airlines                                                                      |                    |                       | Norte      |
| Daca                                              | Aeropuerto Internacional Hazrat Shahjalal              | Biman Bangladesh Airlines Saudia                                                               |                    |                       | Norte, Sur |
| Baréin (1 destino, 2 aerolíneas)                  |                                                        |                                                                                                |                    |                       |            |
| Manama                                            | Aeropuerto Internacional de Baréin                     | Gulf Air Saudia                                                                                |                    |                       | Norte, Sur |
| Catar (1 destino, 3 aerolíneas)                   |                                                        |                                                                                                |                    |                       |            |
| Doha                                              | Aeropuerto Internacional Hamad                         | Qatar Airways Saudia Flynas                                                                    |                    |                       | Norte, Sur |
| China (2 destinos, 1 aerolínea)                   |                                                        |                                                                                                |                    |                       |            |
| Guangzhou                                         | Aeropuerto Internacional Baiyun                        | Saudia                                                                                         |                    |                       | Sur        |
| Pekín                                             | Aeropuerto Internacional de Pekín-Daxing               | Saudia                                                                                         |                    |                       | Sur        |
| Emiratos Árabes Unidos (3 destinos, 5 aerolíneas) |                                                        |                                                                                                |                    |                       |            |
| Abu Dabi                                          | Aeropuerto Internacional de Abu Dabi                   | Etihad Airways Saudia                                                                          |                    |                       | Norte, Sur |
| Dubái                                             | Aeropuerto Internacional de Dubái                      | Emirates flydubai flynas Saudia                                                                | B737 A32x          |                       | Norte, Sur |
| Sharjah                                           | Aeropuerto Internacional de Sharjah                    | Air Arabia                                                                                     | A32x               |                       | Norte      |
| Filipinas (1 destino, 1 aerolínea)                |                                                        |                                                                                                |                    |                       |            |
| Manila                                            | Aeropuerto Internacional Ninoy Aquino                  | Saudia                                                                                         |                    |                       | Sur        |
| India (8 destinos, 5 aerolíneas)                  |                                                        |                                                                                                |                    |                       |            |
| Bangalore                                         | Aeropuerto Internacional de Bangalore                  | Saudia                                                                                         |                    |                       | Sur        |
| Bombay                                            | Aeropuerto Internacional Chhatrapati Shivaji           | Air India IndiGo Saudia SpiceJet Flynas                                                        |                    |                       | Norte, Sur |
| Chennai                                           | Aeropuerto Internacional de Chennai                    | Saudia (Estacional)                                                                            |                    |                       | Sur        |
| Cochín                                            | Aeropuerto Internacional de Cochín                     | Saudia                                                                                         |                    |                       | Norte, Sur |
| Hyderabad                                         | Aeropuerto Internacional Rajiv Gandhi                  | Air India Saudia                                                                               |                    |                       | Norte, Sur |
| Lucknow                                           | Aeropuerto Internacional Chaudhary Charan Singh        | Saudia                                                                                         |                    |                       | Sur        |
| Nueva Delhi                                       | Aeropuerto Internacional Indira Gandhi                 | Air India IndiGo Saudia SpiceJet                                                               |                    |                       | Norte, Sur |
| Indonesia (2 destino, 4 aerolíneas)               |                                                        |                                                                                                |                    |                       |            |
| Surabaya                                          | Aeropuerto Internacional Juanda                        | Saudia                                                                                         |                    |                       | Sur        |
| Yakarta                                           | Aeropuerto Internacional Soekarno-Hatta                | Citilink Garuda Indonesia Lion Air Saudia                                                      |                    |                       | Norte, Sur |
| Irak (3 destinos, 3 aerolínea)                    |                                                        |                                                                                                |                    |                       |            |
| Bagdad                                            | Aeropuerto Internacional de Bagdad                     | Iraqi Airways (Estacional) Saudia flynas                                                       |                    |                       | Norte, Sur |
| Nayaf                                             | Aeropuerto Internacional de Nayaf                      | Iraqi Airways (Estacional)                                                                     |                    |                       | Norte      |
| Solimania                                         | Aeropuerto Internacional de Suleimaniya                | Iraqi Airways (Estacional)                                                                     |                    |                       | Norte      |
| Jordania (1 destino, 2 aerolíneas)                |                                                        |                                                                                                |                    |                       |            |
| Amán                                              | Aeropuerto Internacional Reina Alia                    | flynas Royal Jordanian Saudia                                                                  | A32x               |                       | Norte, Sur |
| Kazajistán (1 destino, 3 aerolínea)               |                                                        |                                                                                                |                    |                       |            |
| Almaty                                            | Aeropuerto Internacional de Almaty                     | SCAT Airlines Air Astana Flynas                                                                |                    |                       | Norte, Sur |
| Kirguistán (1 destion, 1 aerolìneas)              |                                                        |                                                                                                |                    |                       |            |
| Biskek                                            | Aeropuerto Internacional de Manas                      | Flynas                                                                                         |                    |                       | Norte      |
| Kuwait (1 destino, 2 aerolíneas)                  |                                                        |                                                                                                |                    |                       |            |
| Ciudad de Kuwait                                  | Aeropuerto Internacional de Kuwait                     | flynas Jazeera Airways Kuwait Airways Saudia                                                   | A32x               |                       | Norte, Sur |
| Líbano (1 destino, 2 aerolíneas)                  |                                                        |                                                                                                |                    |                       |            |
| Beirut                                            | Aeropuerto Internacional Rafic Hariri                  | Middle East Airlines Saudia                                                                    | A3xx               |                       | Norte, Sur |
| Malasia (1 destino, 4 aerolíneas)                 |                                                        |                                                                                                |                    |                       |            |
| Kuala Lumpur                                      | Aeropuerto Internacional de Kuala Lumpur               | AirAsia X (Estacional) Batik Air Malaysia Malaysia Airlines Saudia                             | A330-343*          |                       | Norte, Sur |
| Omán (1 destino, 3 aerolíneas)                    |                                                        |                                                                                                |                    |                       |            |
| Mascate                                           | Aeropuerto Internacional de Mascate                    | Oman Air SalamAir Saudia                                                                       | B7x7 A32x-251N*    |                       | Norte, Sur |
| Pakistán (7 destinos, 4 aerolíneas)               |                                                        |                                                                                                |                    |                       |            |
| Islamabad                                         | Aeropuerto Internacional de Islamabad                  | Airblue Pakistan International Airlines Saudia                                                 | A32x               |                       | Norte, Sur |
| Karachi                                           | Aeropuerto Internacional Jinnah                        | flynas Pakistan International Airlines Saudia                                                  | A32x               |                       | Norte, Sur |
| Lahore                                            | Aeropuerto Internacional Allama Iqbal                  | Airblue Pakistan International Airlines Saudia                                                 | A32x               |                       | Norte, Sur |
| Multán                                            | Aeropuerto Internacional de Multan                     | Airblue Pakistan International Airlines Saudia                                                 | A32x               |                       | Norte, Sur |
| Peshawar                                          | Aeropuerto Internacional de Peshawar                   | Airblue Pakistan International Airlines Saudia                                                 | A32x               |                       | Norte, Sur |
| Sialkot                                           | Aeropuerto Internacional de Sialkot                    | Pakistan International Airlines                                                                |                    |                       | Norte      |
| Singapur (1 destino, 2 aerolíneas)                |                                                        |                                                                                                |                    |                       |            |
| Singapur                                          | Aeropuerto Internacional de Singapur                   | Saudia Scoot                                                                                   |                    |                       | Sur, Norte |
| Siria (1 destion, 1 aerolínea)                    |                                                        |                                                                                                |                    |                       |            |
| Damasco                                           | Aeropuerto Internacional de Damasco                    | Syrian Air                                                                                     |                    |                       | Norte      |
| Sri Lanka (1 destino, 2 aerolíneas)               |                                                        |                                                                                                |                    |                       |            |
| Colombo                                           | Aeropuerto Internacional Bandaranaike                  | SriLankan Airlines                                                                             | A3xx               |                       | Norte      |
| Tayikistán (1 destion, 1 aerolínea)               |                                                        |                                                                                                |                    |                       |            |
| Dusambé                                           | Aeropuerto Internacional de Dusambé                    | Somon Air                                                                                      |                    |                       | Norte      |
| Tailandia (1 destino, 2 aerolínea)                |                                                        |                                                                                                |                    |                       |            |
| Bangkok                                           | Aeropuerto Internacional Suvarnabhumi                  | Thai Airways Saudia                                                                            |                    |                       | Norte, Sur |
| Turquía (3 destino, 4 aerolínea)                  |                                                        |                                                                                                |                    |                       |            |
| Ankara                                            | Aeropuerto Internacional Esenboğa                      | Ajet Saudia Turkish Airlines (Estacional)                                                      |                    |                       | Sur, Norte |
| Esmirna                                           | Aeropuerto de Esmirna-Adnan Menderes                   | Pegasus Airlines Saudia                                                                        |                    |                       | Sur, Norte |
| Estambul                                          | Aeropuerto Internacional de Estambul                   | Saudia Turkish Airlines                                                                        |                    |                       | Sur, Norte |
| Turkmenistán (1 destino, 1 aerolínea)             |                                                        |                                                                                                |                    |                       |            |
| Asjabad                                           | Aeropuerto Internacional de Asjabad                    | Turkmenistan Airlines                                                                          |                    |                       | Norte      |
| Uzbekistán (2 destino, 5 aerolínea)               |                                                        |                                                                                                |                    |                       |            |
| Samaranch                                         | Aeropuerto Internacional de Samaranch                  | Air Samarkand                                                                                  |                    |                       | Norte      |
| Taskent                                           | Aeropuerto Internacional de Taskent                    | Centrum Air Qanot Sharq Uzbekistan Airways Flynas                                              |                    |                       | Norte, Sur |
| Yemen (1 destino, 1 aerolínea)                    |                                                        |                                                                                                |                    |                       |            |
| Aden                                              | Aeropuerto Internacional de Aden                       | Yemenia                                                                                        |                    |                       | Norte      |
| Europa                                            |                                                        |                                                                                                |                    |                       |            |
| Alemania (3 destino, 2 aerolínea)                 |                                                        |                                                                                                |                    |                       |            |
| Berlín                                            | Aeropuerto de Berlín-Brandeburgo Willy Brandt          | Flynas                                                                                         |                    |                       | Sur        |
| Frankfurt                                         | Aeropuerto de Fráncfort del Meno                       | Saudia                                                                                         | A32x               |                       | Sur        |
| Munich                                            | Aeropuerto Internacional de Múnich-Franz Josef Strauss | Saudia                                                                                         | A32x               |                       | Sur        |
| Austria (1 destino, 1 aerolínea)                  |                                                        |                                                                                                |                    |                       |            |
| Viena                                             | Aeropuerto de Viena-Schwechat                          | Saudia                                                                                         |                    |                       | Sur        |
| Bélgica (1 destion, 1 aerolínea)                  |                                                        |                                                                                                |                    |                       |            |
| Bruselas                                          | Aeropuerto de Bruselas                                 | Flynas                                                                                         |                    |                       | Sur        |
| España (3 destino, 1 aerolínea)                   |                                                        |                                                                                                |                    |                       |            |
| Barcelona                                         | Aeropuerto Josep Tarradellas Barcelona-El Prat         | Saudia                                                                                         |                    |                       | Sur        |
| Madrid                                            | Aeropuerto de Madrid-Barajas                           | Saudia                                                                                         | B787-9             |                       | Sur        |
| Málaga                                            | Aeropuerto de Málaga-Costa del Sol                     | Saudia (Estacional)                                                                            |                    |                       | Sur        |
| Francia (1 destino, 1 aerolínea)                  |                                                        |                                                                                                |                    |                       |            |
| París                                             | Aeropuerto de París-Charles de Gaulle                  | Saudia                                                                                         | B787               |                       | Sur        |
| Grecia (1 destino, 1 aerolínea)                   |                                                        |                                                                                                |                    |                       |            |
| Atenas                                            | Aeropuerto Internacional Eleftherios Venizelos         | Aegean Airlines Saudia (Estacional)                                                            | A32x               |                       | Sur        |
| Italia (1 destino, 1 aerolínea)                   |                                                        |                                                                                                |                    |                       |            |
| Milán                                             | Aeropuerto de Milán-Malpensa                           | Saudia                                                                                         | A330-343*          |                       | Sur        |
| Roma                                              | Aeropuerto de Roma-Fiumicino                           | Saudia                                                                                         | A32x               |                       | Sur        |
| Reino Unido (1 destino, 1 aerolínea)              |                                                        |                                                                                                |                    |                       |            |
| Londres                                           | Aeropuerto de Londres-Heathrow                         | Saudia                                                                                         |                    |                       | Norte, Sur |
| Manchester                                        | Aeropuerto de Mánchester                               | Saudia                                                                                         |                    |                       | Sur        |
| Suiza (1 destino, 1 aerolínea)                    |                                                        |                                                                                                |                    |                       |            |
| Ginebra                                           | Aeropuerto Internacional de Ginebra                    | Saudia                                                                                         | A3xx               |                       | Sur        |
| Zúrich                                            | Aeropuerto Internacional de Zúrich                     | Saudia                                                                                         |                    |                       | Sur        |

### Terminal Sur
- Nas Air (Gassim, Riad)
- Sama Airlines (Dammam)
- Saudi Arabian Airlines (Dammam, Dawadmi, Gassim, Gurayat, Hafr Al-Batin, Hail, Jizan, Jouf, Medina, Najran, Qaisumah, Rafha, Riad, Sharurah, Tabuk, Taif, Turaif, Wadi al Dawasir, Washington-Dulles, Wedjh, Yanbu).

## El nuevo aeropuerto internacional de Yeda
El nuevo desarrollo tendrá lugar en tres etapas comenzando la primera en septiembre de 2006, que quedará concluida en 2011. Cuatro nuevas terminales, un tren de alta velocidad y una capacidad anual de ochenta millones de pasajeros son algunos de los elementos propuestos para el nueva aeropuerto internacional de Yeda. 
El proyecto está diseñado para aumentar la capacidad del aeropuerto de los trece millones de pasajeros iniciales a los treinta millones. La ampliación incluye un piso más fuerte, alumbrado, sistemas de repostaje y sistemas de drenaje de agua. También se construirá un nuevo edificio de servicios, se renovarán las terminales existentes y se mejorará la pista actual y los sistemas de navegación para acoger al Airbus A380.
Las tres etapas, según la Dirección de Aviación Civil, supondrá aumentos de capacidad por etapa de 30/ 60 y 80 millones de pasajeros al año. Según los datos de incremento actuales, la terminal sur tendría que atender a 21 millones de pasajeros al año durante los próximos veinte años para cubrir el incremento de demanda. 
El proyecto ya ha sido concluido en su planificación y diseño, y el rey Abdullah, ha aprobado una inversión de 4.000 millones SR para desarrollar el nuevo aeropuerto y acomodarlo a los estándares adicionales.
Abdullah Al-Rehaimy, presidente de la Dirección de Aviación Civil, ha dicho que el proyecto será efectuado por empresas locales.
La capacidad operativa del aeropuerto será incrementada, sin suponer el transcurso de las acciones para ello, un descenso de operaciones.